# ハイデマリー・シュミット
ハイデマリー・シュミットはライプニッツ光工学研究所の教授である。彼女の研究は量子検出及び(量子限界におけるシステムを特徴付けられる)新しい検出器システムの開発を検討することである。彼女はニューロモルフィック・コンピューティングの分野に貢献し、そしてメモリスティブ・デバイスに基づく新しいコンピューティング・アーキテクチャを提唱した。

## 幼少期の生活と教育
シュミットはドイツで生まれた。彼女は(極薄III-V(族)半導体のバンド幅を測定するための戦略を開発した)旧: ライプツィヒ工科大学、(現: ライプツィヒ応用科学大学)にて物理学を勉強した。彼女は自分のポスドクのために(自身がZnOを用いたスピントロニクスに取り組んだ)ライプツィヒに残った。

## 研究とキャリア
2003年にシュミットはライプツィヒ大学にてナノ-スピントロニクスに関わる研究グループを設立した。彼女は2007年に(自身が5年間費やすことになる)ヘルムホルツ-センター・ドレスデン-ルッセンドルフに移動した。2012年にドイツ研究振興協会はシュミットにフラウンホーファー・アトラクト・フェローシップ(研究助成金)を授与し、彼女はケムニッツ工科大学にて、それを獲得した。ここで彼女はエッジ分析およびセキュア・エレクトロニクス用のメモリスティブ・デバイスに取り組み始めた。彼女はBiFeO3に基づくアナログ・メモリスタ及びYMnO3に基づくデジタル・メモリスタを実証した。
彼女は2017年にライプニッツ光工学研究所に参画した。シュミットは量子現象を理解するための新しい検出器を開発している。彼女はテラヘルツおよび赤外線領域を検出できる非冷却式および冷却式の時空間センサーの両方に取り組んでいる。この検知を実現するために、シュミットはマイクロ-(テクノロジー)及びナノテクノロジーを用いている。彼女は(それらは量子技術にて見受けられるような)極低温環境における利用および宇宙ミッション用メモリスタを開発した。彼女のメモリスタは神経回路要素をモデルにしており、そして間違いなく確実に (透過的に、反復的に、そして正確に働く) 計算を実行し – そして結果を格納できる。2023年に彼女はニューロモルフィック コンピューティング・アーキテクチャ用の新しい電子部品を供給する、MemLogを設立した。

## 選書
- Qingyu Xu; ハイデマリー・シュミット; Shengqiang Zhou et al. (2008年2月25日), “Room temperature ferromagnetism in ZnO films due to defects” (英語), Applied Physics Letters 92 (8):  082508, doi:10.1063/1.2885730, ISSN 0003-6951, Wikidata Q62394509
- Sylvain Saïghi; Christian Mayr; María Teresa Serrano Gotarredona et al. (2015年3月2日), “Plasticity in memristive devices for spiking neural networks” (英語), Frontiers in Neuroscience 9:  51, doi:10.3389/FNINS.2015.00051, ISSN 1662-453X, PMC 4345885, PMID 25784849, Wikidata Q28085560
- Shengqiang Zhou; Qingyu Xu; Kay Potzger et al. (2008年12月8日), “Room temperature ferromagnetism in carbon-implanted ZnO” (英語), Applied Physics Letters 93 (23):  232507, arXiv:0811.3487, doi:10.1063/1.3048076, ISSN 0003-6951, Wikidata Q62394510